# ذا كاتسكيلز (لوحة)
ذا كاتسكيلز (بالإنجليزية: The Catskills)‏ هي لوحة للرسام الأمريكي آشر براون دوراند.